# لیدی برد جانسون
کلاودیا آلتا لیدی برد تیلور جانسون (به انگلیسی: Claudia Alta "Lady Bird" Taylor Johnson) (۲۲ دسامبر ۱۹۱۲ – ۱۱ ژوئیه ۲۰۰۷)، همسر رئیس‌جمهور لیندون بینز جانسون، سی و ششمین رئیس‌جمهور ایالات متحده آمریکا و بانوی اول ایالات متحده در میان سالهای ۱۹۶۳ تا ۱۹۶۹ بود.
او بعدها برنده مدال آزادی رئیس‌جمهوری و مدال کنگره نیز شد و بسیاری در زیباسازی شهرهای آمریکا کوشید.
لیدی برد از دانشگاه تگزاس در آستین دو مدرک لیسانس دریافت کرد.

## درگذشت
او در ۱۱ ژوئیه سال ۲۰۰۷ در ۹۴ سالگی درگذشت.

## نگارخانه

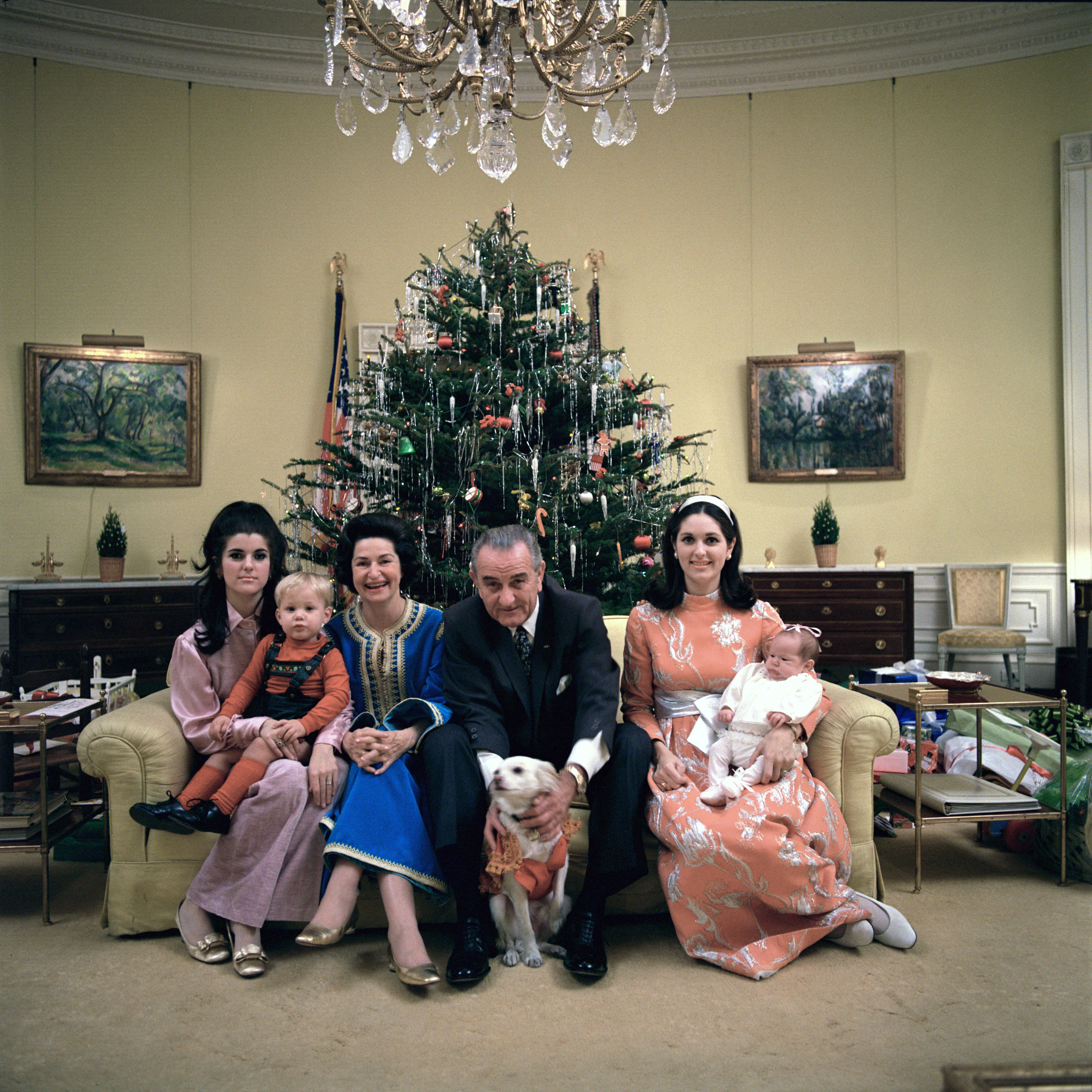
خانواده جانسون
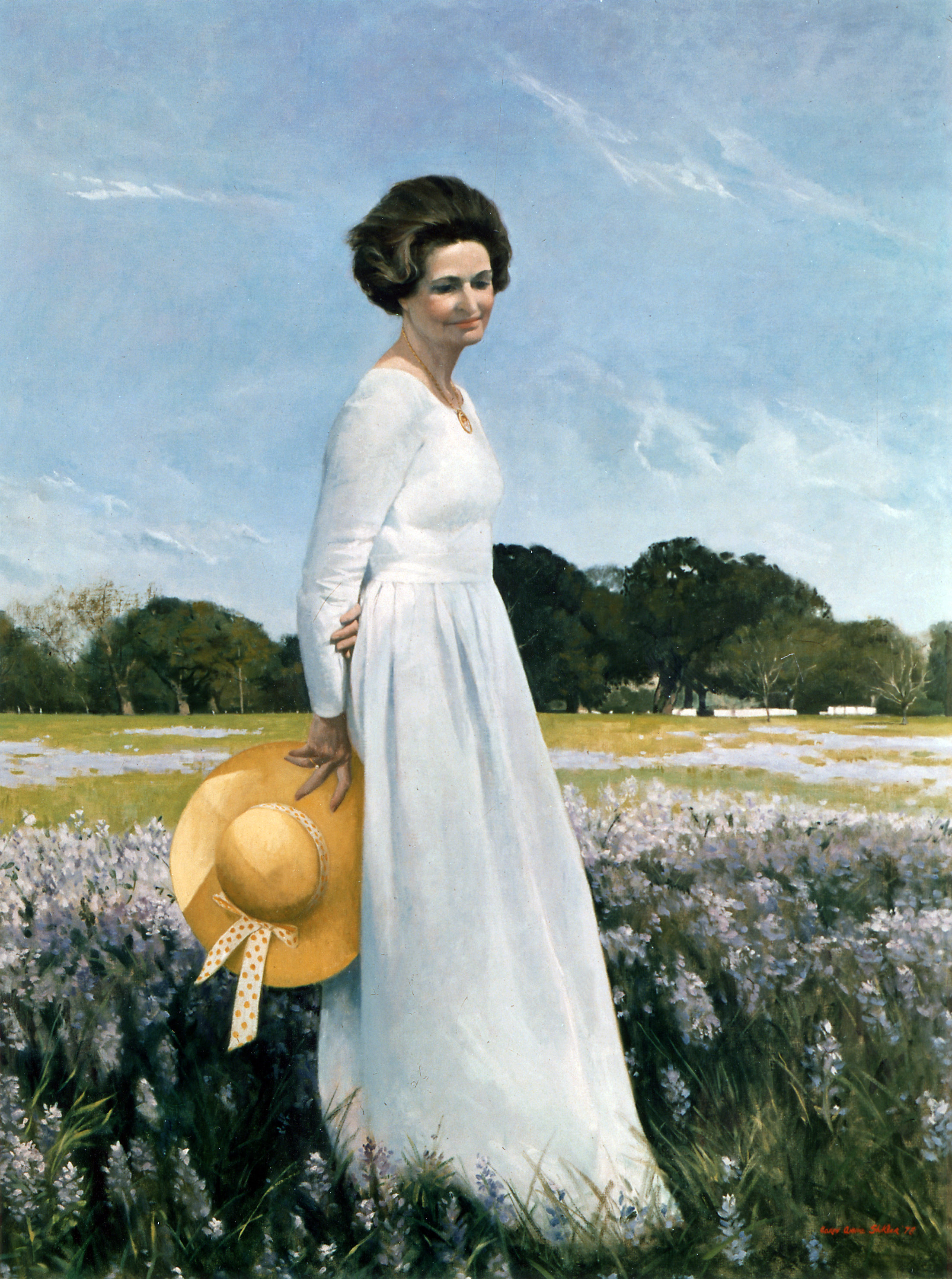
تابلویی از لیدی برد جانسون در گلزاری در تگزاس در سال ۱۹۷۸